# Дирк Хелмбрекер
Дирк Хелмбрекер, Теодор Хелмбрекер или Теодоро Елембрех (на нидерландски: Dirck Helmbreker, Theodor Helmbreeker, Teodoro Elembrech) (1633 – 1696) е холандски художник от Златния век на холандското изкуство.

## Биография
Според Арнолд Хаубракен, Хелмбрекер е живял в периода 1624 – 1694, но това вече е доказано, че е погрешно. Хелмбрекер е роден в Харлем и става ученик на Питер де Гребер. Пътува до Рим в младежките си години и остава там до смъртта си. Творбите му се причисляват към тези на групата художници, известни като бамбочанци (от италиански: bamboccio – парцалена кукла, чучело), които се специализират в малки жанрови сцени в стила на Питер ван Лаар (получил прякор bamboccio заради дребния си ръст) от годините му, прекарани в Рим. Хелмбрекер пристига в Италия през 1654 г. и към края на десетилетието се установява в Рим.

## Творби
Хелмбрекер е повлиян от Себастиан Бурдон. Неговата жанрова живопис, която се числи към последното поколение на бамбочанци, е по-класическа по вдъхновение от много от по-ранните им картини. Тези картини намират добър прием сред италианските колекционери. През 1695 г. Хелмбрекер получава поръчката да изрисува основния олтар в църквата „Св. Юлиан Фламандски“ в Рим.
Хаубракен описва картина от 1681 г., собственост на Питър Клок, на която са изобразени италиански манастир с група бедняци с различни недъзи на преден план. Францискански монах им сипва супа от голям казан. Хелмбрекер е бил много религиозен и често е правел дарения за бедните в Рим.